# Episodi di Spartacus (prima stagione)
La prima stagione della serie televisiva statunitense Spartacus, intitolata Spartacus - Sangue e sabbia (Spartacus: Blood and Sand), composta da tredici episodi, è stata trasmessa dal 22 gennaio al 16 aprile 2010 sul canale via cavo Starz.
In Italia la prima stagione è andata in onda sul canale satellitare Sky Uno dal 17 febbraio al 12 maggio 2011 nella sua versione censurata, e dal 18 febbraio al 15 maggio 2011 nella versione integrale senza censure. In chiaro è stata trasmessa su Cielo dal 9 gennaio al 2 aprile 2012.
Gli antagonisti principali sono: Quinto Lentulus Batiato, Lucrezia, Ilithya e Gaio Claudio Glabro.
| nº | Titolo originale             | Titolo italiano                | Prima TV USA     | Prima TV Italia  |
| -- | ---------------------------- | ------------------------------ | ---------------- | ---------------- |
| 1  | The Red Serpent              | Il serpente rosso              | 22 gennaio 2010  | 17 febbraio 2011 |
| 2  | Sacramentum Gladiatorium     | Il giuramento dei gladiatori   | 29 gennaio 2010  | 24 febbraio 2011 |
| 3  | Legends                      | I vulcanalia                   | 5 febbraio 2010  | 3 marzo 2011     |
| 4  | The Thing in the Pit         | Le fosse dell'Ade              | 12 febbraio 2010 | 10 marzo 2011    |
| 5  | Shadow Games                 | Scontro all'ultimo sangue      | 19 febbraio 2010 | 17 marzo 2011    |
| 6  | Delicate Things              | Oscure trame                   | 26 febbraio 2010 | 24 marzo 2011    |
| 7  | Great and Unfortunate Things | Io sono Spartacus              | 5 marzo 2010     | 31 marzo 2011    |
| 8  | Mark of the Brotherhood      | Il marchio della confraternita | 12 marzo 2010    | 7 aprile 2011    |
| 9  | Whore                        | La maschera di Diana           | 19 marzo 2010    | 14 aprile 2011   |
| 10 | Party Favors                 | Scambio di favori              | 26 marzo 2010    | 21 aprile 2011   |
| 11 | Old Wounds                   | La ferita                      | 2 aprile 2010    | 28 aprile 2011   |
| 12 | Revelations                  | Rivelazioni                    | 9 aprile 2010    | 5 maggio 2011    |
| 13 | Kill Them All                | Uccidiamoli tutti              | 16 aprile 2010   | 12 maggio 2011   |

## Il serpente rosso
- Titolo originale: The Red Serpent
- Diretto da: Rick Jacobson
- Scritto da: Steven S. DeKnight

### Trama
Un prigioniero della Tribù dei Traci è legato in catene nei sotterranei dell'arena di Capua, mentre, nell'arena, vengono giustiziati altri suoi compagni. Nell'attesa, egli ricorda tutti gli eventi che lo hanno portato sin lì.
Il legato romano Gaio Claudio Glabro era andato in Tracia per assoldare forze ausiliare da aggiungere agli eserciti regolari, facendo leva sulle minacce che gli eserciti greci, al seguito di Mitridate, e le popolazioni dei Geti, portano loro. Stabilite le regole di ingaggio, i traci partono e scendono in battaglia per i romani, favorendoli con le loro alte virtù guerriere. Mentre il legato si concede ad una visita improvvisa della moglie Ilithyia, due guerrieri traci vanno in perlustrazione dietro le linee nemiche e scoprono che i nemici Geti stanno deviando verso i loro villaggi. Il legato, sobillato dalla moglie, intende avanzare contro Mitridate, lasciato sguarnito dai Geti, e conquistare gli onori di Roma negando così ai traci il permesso di tornare a difendere i loro villaggi. Traditi nei patti stipulati, i guerrieri si ribellano al legato e disertano. L'eroe trace riesce a tornare giusto in tempo per salvare la sua donna, Sura, ma il suo villaggio è perduto e decide così di spostarsi con lei verso sud. Il legato sorprende i teneri amanti nel sonno riducendo la donna in schiavitù e conducendo l'uomo a Capua per la condanna.
Concluso il flashback, giunge il suo momento e viene condotto nell'arena per essere giustiziato; ma, contrariamente alle previsioni, e dando prova delle sue virtù guerriere, riesce a sconfiggere i quattro gladiatori preposti allo scontro e, osannato dalla folla, riesce a evitare la sua condanna. È in questa occasione che gli viene assegnato il nome di Spartacus.
- Curiosità: Il nome di Spartacus, nella serie, viene deciso da Batiato, al quale il giovane ricorda un eroico vecchio re trace. In realtà, questo è uno pseudonimo che verrà portato avanti da tutti ma il vero nome del guerriero non verrà mai pronunciato.

## Il giuramento dei gladiatori
- Titolo originale: Sacramentum Gladiatorium
- Diretto da: Rick Jacobson
- Scritto da: Steven S. DeKnight

### Trama
Spartacus, condotto nelle scuola di Batiato, è tormentato dagli incubi per la perdita della donna amata. Ma intanto i giorni passano e si ritrova a dover cominciare l'addestramento per gladiatori ed a scontrarsi con i gladiatori già presenti. Su tutti, Spartacus si trova subito in contrasto con Crisso, il campione della scuola e della città di Capua, con cui nascerà una vera e propria rivalità. Proseguendo con l'addestramento, Spartacus stringe amicizia con Varro, un uomo libero che per saldare i debiti di gioco ha deciso di diventare gladiatore.
Intanto il legato Glabro torna, visita la scuola di Batiato per minacciare il trace, istigandolo e gettando ai suoi piedi un lembo della veste della moglie venduta come schiava. Nonostante l'irriverenza e la sfrontatezza lo mettano in cattiva luce, Batiato non vuole privarsene e riesce ad addolcirlo promettendo di utilizzare le vincite ottenute dallo stesso nell'arena per ritrovare la moglie e farli ricongiungere.
Così, giunti alla sera della prova finale, Varro sconfigge Gneo e Spartacus ha la meglio proprio su Crisso e mostra a tutti di essersi piegato alle volontà del suo padrone. Proferito il giuramento riceve il marchio della scuola ed entra, con tutti i diritti, nella confraternita.

## I vulcanalia
- Titolo originale: Legends
- Diretto da: Grady Hall
- Scritto da: Brent Fletcher

### Trama
Spartacus comincia a rassegnarsi alla sua nuova vita, spinto dal desiderio di agevolare le ricerche di Batiato che lo porteranno a ricongiungersi con Sura. Nonostante abbia ricevuto il marchio, sia i gladiatori anziani, Crisso e Barca su tutti, sia il Maestro, non vedono ancora di buon occhio il trace, ancora irruente nel modo di porsi e combattere.
Intanto si avvicinano i Vulcanalia e Batiato decide i gladiatori che parteciperanno ai giochi in onore del dio Vulcano. L'amicizia con Varro si intensifica ma i due vengono scelti per fronteggiarsi nell'incontro d'apertura dei giochi. Spartacus non digerisce l'idea e prova a fare in modo di aggiudicarsi lo scontro finale con Crisso: prima, causando un incidente a Gneo, deputato per tale scontro, e causando una rissa con lo stesso gallo, durante la cerimonia di presentazione dei combattenti nella villa di Batiato. Quest'ultimo espediente funziona e Batiato visto l'entusiasmo della folla, gli assegna l'onore dello scontro finale con Crisso. Crisso intanto comincia a mostrare un certo interesse per Naevia, la schiava personale di Lucrezia, e si fa procurare da Ashur un monile per regalarglielo.
Arriva il giorno dei Vulcanalia e gli scontri procedono. Nello scontro finale Spartacus si rivela ancora non maturo e viene sconfitto da Crisso. Vistosi perduto, e pensando alle sorti di Sura, chiede clemenza alzando le dita al cielo, sottomissione verso il quale aveva sempre avuto rimostranze. Batiato decide per la clemenza, visto l'esborso pagato per il suo acquisto.

## Le fosse dell'Ade
- Titolo originale: The Thing in the Pit
- Diretto da: Jesse Warn
- Scritto da: Aaron Helbing e Todd Helbing

### Trama
Perso lo scontro finale dei Vulcanalia, Spartacus si ritrova, adesso, il disappunto di Batiato, che lo condanna a combattere nelle fosse dell'Ade, fosse sotterranee in cui si eseguono combattimenti clandestini. In quel luogo di perdizione non esistono regole, ed i combattimenti sottopongono gli uomini a sforzi disumani.
Spartacus, non senza difficoltà comincia a vincere una serie di incontri, per la gioia di Batiato. Crisso discute con Naevia per il monile dato in regalo che la schiava non può accettare e lo dona a Lucrezia, col quale la relazione clandestina continua. Spartacus continua a vincere nelle fosse, ma mentalmente comincia a cedere e perdere lucidità, decidendo così di lasciarsi uccidere nelle fosse per permettere a Batiato di vincere molto e ottenere i soldi necessari per comprare sua moglie. Spartacus comincia a lasciarsi andare, ma quando scorge gli uomini che vogliono assassinare Batiato, reagisce, sconfigge il suo avversario e lo mette in salvo.
Nonostante le perdite che la vittoria di Spartacus gli ha causato, Batiato lo risolleva al rango di gladiatore per ricompensarlo delle sue azioni.

## Scontro all'ultimo sangue
- Titolo originale: Shadow Games
- Diretto da: Michael Hurst
- Scritto da: Miranda Kwok

### Trama
Rientrato nelle file dei gladiatori, Spartacus riprende gli allenamenti e Crisso non gli rende la vita facile. Ashur indaga per trovare il proprietario dei sicari che hanno attentato alla vita di Batiato. Intanto il magistrato Calavio visita Batiato con Solonio per scegliere i combattenti per i prossimi giochi, indetti da Calavio per saziare la sete di sangue degli dei e portare la pioggia in una Capua decimata dalla carestia.
La decisione cade su Crisso e Spartacus che, insieme, dovranno sfidare il leggendario Theokoles, di cui Solonio si è assicurato i servigi, e per il quale il maestro serba un forte rancore essendo l'unico sopravvissuto al suo gladio, seppur sconfitto. Batiato è molto preoccupato, dal momento che Crisso è il suo campione e, nonostante la presenza di Spartacus nell'arena, è assai probabile che Theokoles li uccida entrambi. Batiato, perciò, rischia di perdere gli unici due gladiatori in grado di infiammare la folla e ciò, unito agli ingenti debiti contratti, potrebbe rovinarlo definitivamente. Nonostante i vari tentativi di Spartacus, Crisso non riesce a mettere da parte le loro rivalità, il che sembra compromettere le sorti dello scontro. Batiato, scoperto che Ovidio è il mandante del suo tentato assassinio, si vendica ordinando a Barca di uccidere lui, sua moglie e suo figlio.
Crisso, dopo essersi negato a Lucrezia, che sperava in lui per completare un rito propiziatorio per la sua fertilità, si concede a Naevia, nell'ultima notte prima dello scontro. Arriva il giorno e Crisso, dopo aver compreso, grazie a Naevia, quanto sia forte la ragione per cui Spartacus combatte, sembra finalmente pronto a combattere insieme al rivale contro il nemico comune. I due combattono uniti e la vittoria sembra facile, ma quando Theokoles comincia a combattere sul serio i due si disuniscono e Crisso riporta gravi ferite. Prima che Theokoles gli infligga il colpo di grazia, Spartacus interviene e riesce a privarlo di una delle sue spade usando lo scudo, ma a sua volta sta per essere sopraffatto, quando Crisso, a terra, usa il suo elmo per accecare Theokoles col riflesso della luce del sole. Spartacus, approfittando della distrazione dell'avversario, impugna la seconda spada che precedentemente gli aveva fatto cadere a terra e riesce a cogliere il momento propizio per ferire prima e poi sconfiggere Theokoles tagliandogli la testa, ed una pioggia scrosciante cade sulla città di Capua, che acclama a gran voce Spartacus.

## Oscure trame
- Titolo originale: Delicate Things
- Diretto da: Rick Jacobson
- Scritto da: Tracy Bellomo e Andrew Chambliss

### Trama
Spartacus, dopo aver portato la pioggia si è consacrato come nuovo Campione di Capua ed è acclamato, adesso, da tutta la palestra, mentre Crisso è in fin di vita e lotta contro la morte. Batiato annuncia a Spartacus che ha trovato la sua donna e, quindi, presto potrà riabbracciarla. Spartacus ringrazia Batiato per aver mantenuto la sua promessa mentre Batiato a sua volta esprime la sua gratitudine al trace per aver, con una sola vittoria, invertito le sorti della sua casa e della sua palestra. Anche i dissidi col maestro sembrano sopiti.
Intanto Barca, sicuro di intascare da Ashur una lauta vincita, ottenuta scommettendo sulla vittoria di Crisso e Spartacus, fa progetti di libertà con Pietro. Spartacus, compreso che quello che aspetta lui e Sura è, comunque, una vita di schiavitù comincia a progettare come fare a fuggire dalla villa con lei, quando si saranno congiunti. Batiato continua a ricamare sulla figura di Spartacus, e gli procura un'armatura degna del campione quale è diventato. Tuttavia Lucrezia inizia a sobillare il marito riguardo al pericolo nel far riunire Spartacus con la sua sposa, dal momento che è proprio il desiderio di riabbracciarla ad averlo spinto all'obbedienza.
Il magistrato riceve la falsa informazione che il figlio di Ovidio è ancora vivo e questo fatto mette in agitazione Batiato, che fa uccidere Barca dalle sue guardie, colpevole, a dir suo e di Ashur - che ha tramato tutto in gran segreto per non pagargli la vincita che gli doveva - passando poi voce che il cartaginese abbia comprato la sua libertà e sia andato via; Pietro non prende bene questa notizia.
Intanto il giorno del ricongiungimento arriva, dopo che Spartacus ha pagato donne e vino a tutti affinché fossero intontiti e non intralciassero i suoi piani, però quando il carro con la donna arriva alla villa ella è morente in seguito all'assalto di alcuni briganti durante il tragitto. Tuttavia, quando Lucrezia si volta verso il marito, quest'ultimo non sembra sorpreso, è chiaro che sia stata opera sua.
- Altri interpreti: Laura Surrich (schiava - non accreditata).

## Io sono Spartacus
- Titolo originale: Great and Unfortunate Things
- Diretto da: Jesse Warn
- Scritto da: Steven S. DeKnight e Brent Fletcher

### Trama
Batiato concede a Spartacus un rito funebre solenne per la sua Sura, ma questo non placa l'animo del guerriero. Pietro è sempre più triste per la partenza di Barca e subisce, senza reagire, le violenze di Gneo; queste motivazioni lo porteranno al suicidio.
Furibondo per tale evento, Spartacus scatena una rissa contro Gneo scaraventandolo giu dalla rupe. Varro riceve la visita della moglie Aurelia e del figlio, ma la visita non è di cortesia; purtroppo la giovane, trovatasi in difficoltà, è stata violentata, ma la notizia scuote e muta il cuore di Varro. Spartacus continua a sfidare Batiato che dopo la morte di Gneo, lo costringe a partecipare ai prossimi giochi, dove dovrà indossare i panni di un prode romano ed uccidere degli schiavi traci.
Saputo da Naevia che Ashur era presente alla liberazione di Barca, il maestro lo torchia in bagno per saperne di più; ma la versione del siriano non lo convince. Spartacus, dopo l'ennesimo sogno su sua moglie, decide di abbracciare il suo destino ed accetta di combattere contro i simulacri del suo popolo per spezzare definitivamente il legame con le sue origini ed il suo passato.

## Il marchio della confraternita
- Titolo originale: Mark of the Brotherhood
- Diretto da: Roman Woods
- Scritto da: Aaron Helbing e Todd Helbing

### Trama
Spartacus continua ad inanellare successi nell'arena, inizia ad apprezzare la gloria dell'essere il campione, la sua fama è grande e Batiato continua a ricavarne immense fortune che risollevano e danno nuovo splendore alla sua casata. Nella palestra arriva una nuova serie di reclute tra cui i fratelli germani Agron e Duro ed il gallo Segovax; quest'ultimo, su insistenza di Batiato, verrà addestrato sotto il patrocinio di Ilithyia. Segovax dimostra grande stima e rispetto per Spartacus, che ritiene un esempio.
Crisso comincia a riprendersi, ma si trova a disagio sia per l'assenza di Barca sia per la sottomissione al volere del nuovo campione. Saputo da Naevia che Batiato ha intenzione di venderlo, Crisso provoca uno scontro con Spartacus, ma ne esce sconfitto. Solonio prova a corrompere Ashur per sapere di eventuali intenzioni contro la sua persona.
Intanto Ilithyia invita alcune sue amiche della Roma bene alla villa di Batiato, tra cui Licinia, cugina di Marcus Crassus, l'uomo più ricco di Roma. Le amiche di Ilithyia chiedono di vedere il campione di Capua, così Lucrezia convoca Spartacus. Le donne, Licinia soprattutto, ammirano il trace, mentre Ilithyia lo insulta. Spartacus, tuttavia, non tace e rimarca le colpe del marito di quest'ultima e le di lei amiche ridono, affermando che Spartacus dice il vero, mettendo in grave imbarazzo Ilithyia. Decide allora di corrompere la sua recluta proponendogli la libertà in cambio dell'uccisione di Spartacus. Intanto, Spartacus prova a spronare Varro dal desistere nella sua ricaduta nei vizi. Segovax, a malincuore, prova a strangolare Spartacus nei bagni, cogliendolo alla sprovvista, ma viene salvato da Crisso. Il gallo considera comunque Spartacus il campione e, come tale, ritiene giusto che l'unico modo in cui debba morire sia nell'arena, con tutti gli onori che gli spettano e per mano sua. Torturato a più riprese, Segovax non svela il nome del mandante di tale assassinio e viene crocifisso nel giardino della villa. Crisso, dimostrando nuovamente il suo rispetto per la posizione del rivale, rimarca la sua intenzione di riconquistare il suo titolo e Spartacus accetta la sfida.

## La maschera di Diana
- Titolo originale: Whore
- Diretto da: Michael Hurst
- Scritto da: Daniel Knauf

### Trama
Tutte le nuove reclute hanno ricevuto il marchio e tra le tante, Agron e Duro sono le più promettenti. Continuano gli allenamenti, ma Varro è distratto dalla condizione della moglie che, dopo la sua reazione, si nega. Licinia contratta con Lucrezia una notte di passione con Spartacus, curandosi del pieno anonimato. Nella casa di Batiato arriva una nuova schiava, Mira, che Batiato e Lucrezia, provano ad avvicinare subito a Spartacus, onde assicurarsi che, dopo mesi di astinenza, lui sia pronto a soddisfare le voglie di Licinia. Spartacus, però, si nega alla schiava, non avendo interesse a giacere con una persona obbligata a farlo, tuttavia finge di aver consumato un rapporto con lei per proteggerla dalle punizioni di Lucrezia.
Ashur, guarito dalle ferite riportate, riveste i panni da gladiatore per tornare ad allenarsi e provare a vendicarsi di Crisso, ma Batiato glielo impedisce, ordinandogli di servirlo con le sue migliori qualità di astuzia ed inventiva. Così, Batiato, con l'aiuto di Ashur, comincia ad attuare il suo piano per vendicarsi di Solonio, convincendolo che il siriano voglia tradirlo. Ilithyia si presenta alla villa chiedendo lo stesso tipo di incontro di Licinia, ma con Crisso e Lucrezia si prepara ad organizzare tutto, provando a vendicarsi per le offese, a suo dire, ricevute.
Spartacus parla con Agron, perché la sua continua protezione al fratello Duro, potrebbe causare problemi e intanto Varro apprende da Ashur che sua moglie è scomparsa. Arriva la sera dell'incontro clandestino e il campione viene preparato per l'occasione, ma le trame di Lucrezia lo porteranno, infine, a giacere con Ilithyia. Lucrezia, giungendo con Licinia, svela l'errore e Spartacus, preso dall'ira prova a strangolare l'inorridita Ilithyia, venendo allontanato a stento dalle guardie. Ilithyia, non resistendo alla vergogna e alla derisione di Licinia, la uccide spaccandole la testa contro il pavimento. Dopo essersi resa conto di ciò che ha fatto, Ilithya è inorridita, al che Lucrezia le rammenta la loro amicizia, facendole capire che ormai non potrà negarle alcun favore, cosa che placa la rabbia di Batiato per l'iniziativa della moglie.

## Scambio di favori
- Titolo originale: Party Favors
- Diretto da: Chris Martin-Jones
- Scritto da: Brent Fletcher e Miranda Kwok

### Trama
Grazie alle continue vittorie di Spartacus e compagni, la casa di Batiato è sempre più in auge al punto che il magistrato Calavio decide di organizzare il giorno della toga virilis di suo figlio Numerius presso la villa di Quinto. Varro ritrova sua moglie, grazie all'aiuto di Spartacus e Mira, e finalmente si riappacifica con lei ritrovando la sua pace.
Ilithyia continua ad essere tormentata dagli incubi per quello che ha fatto e comincia a subire i sottili ricatti di Lucrezia che vuole sfruttarne la nobiltà per il tornaconto della loro famiglia. Batiato mostra a Spartacus il busto che lo ritrae, inserito nel salone dei campioni di suo padre Titus, e ne rimane compiaciuto. Arriva il giorno di Numerius, per il quale è prevista una dimostrazione di duello tra Spartacus e Crisso, ma Ilithyia, per vendicarsi delle offese ricevute, si concede carnalmente al giovane Numerius per convincerlo a modificare lo scontro e costringere Spartacus ad un combattimento all'ultimo sangue contro il suo amico Varro.
Sedotto da Ilithyia, Numerius eseguirà le sue richieste e costringerà Spartacus ad uccidere Varro, che lascerà all'amico l'onere di provvedere a sua moglie. Spartacus, preso dallo sconforto per l'assassinio dell'amico non trova pace. Approfittando di tutta questa benevolenza, Batiato prova a convincere il magistrato a concedergli incarichi politici, ma questi glieli nega. Batiato, già di per sé furibondo per aver perso Varro, medita vendetta su Calavio.

## La ferita
- Titolo originale: Old Wounds
- Diretto da: Glenn Standring
- Scritto da: Dan Filie e Patricia Wells

### Trama
La morte di Varro, avvenuta per mano sua, continua a non dare pace a Spartacus. Batiato, offeso dall'atteggiamento del magistrato, trama vendetta e fa rapire il magistrato. Durante gli allenamenti Spartacus comincia a sanguinare dalla ferita inflittagli da Varro durante la festa, e viene portato in infermeria in gravi condizioni.
Intanto si avvicinano i giochi con la nemica città di Pompei e, vista l'inabilità di Spartacus, lo scontro finale viene affidato a Crisso. Batiato si mostra al magistrato e gli svela le sue intenzioni di vendetta. Spartacus continua a soffrire atrocemente per le ferite inferte, ed i continui incubi su Varro e sua moglie Sura, gli danno il tormento.
Arrivano i giochi ed i gladiatori di Batiato riportano enormi vittorie per la città di Capua. A seguito dello scontro finale tra Crisso e Pericle, vinto dal gallo, arriva la notizia del rapimento del magistrato; Batiato, portando con sé Numerius, comincia a cercarlo seguendo le tracce che portano verso la stessa Capua. Ashur convince Solonio a seguirlo per sventare l'atroce piano architettato dal suo padrone; lo conduce al nascondiglio del magistrato e lo incastra nell'omicidio dello stesso. Al giungere delle guardie, Numerius non può far altro che credere all'evidenza, condannandolo a morte.
Nel frattempo, di fianco a Spartacus giace il servitore di Batiato che aveva condotto in salvo sua moglie, ed il trace, avvertito in sogno da Varro e Sura, vede che egli non ha i segni delle ferite che doveva aver riportato nel suo salvataggio. Costringendolo con la forza a confessare, viene a conoscenza del piano ordito da Batiato per farla uccidere prima del ricongiungimento. Così Spartacus lo uccide, con l'aiuto di Mira, e medita vendetta contro il suo padrone.

## Rivelazioni
- Titolo originale: Revelations
- Diretto da: Michael Hurst
- Scritto da: Brent Fletcher

### Trama
Vengono organizzati dei giochi per onorare la memoria del magistrato e durante questi giochi, Solonio viene giustiziato nell'arena da Spartacus. Il lanista, pur battendosi onorevolmente, cade presto sotto i colpi del trace. Prima di finirlo, Spartacus lo informa che presto Batiato morirà per mano sua, dando a Solonio la soddisfazione di sapere che il suo odiato rivale morirà. Mira, inviata ancora a sollevare Spartacus, gli manifesta tutto il suo interesse e parlando con lui comprende i suoi desideri di vendetta. La storia d'amore tra Crisso e Naevia continua, ma Ashur, facendo leva su Batiato, riesce ad accaparrarsi le sue carezze. Il siriano riceve un'inaspettata ricompensa dal suo padrone, il quale lo accoglie a vivere nella villa e non più nella scuola.
Intanto la villa si prepara all'arrivo del legato Gaio Claudio Glabro che dovrebbe donare il suo patrocinio alla famiglia di Batiato; Spartacus viene convocato da Batiato, e vorrebbe approfittare di ciò per vendicarsi, ma si placa quando scopre che Aurelia, moglie di Varro, si è fatta assumere in casa come schiava, per pagare i debiti del marito, e ciò causa le gelosie di Mira.
Batiato giunge al colmo della gioia quando apprende che finalmente sta per diventare padre, vista la gravidanza di Lucrezia, ed organizza il modo per costringere il legato Glabro a donargli il suo patrocinio. Giunto in villa, il legato costringe Spartacus ad un impari scontro con le sue guardie, che lo vede ancora vincitore. Glabro accetta di dare il suo patrocinio se Spartacus si inginocchierà davanti a lui e il trace, soffocando i suoi rancori, lo accontenta. 
Durante la serata, Ashur si avvicina a Naevia per suscitare le ire di Crisso e vi riesce. Dopo aver visto la reazione furiosa di Crisso su Ashur, però, Glabro nega il patrocinio, ma è costretto a tornare sui suoi passi dopo aver saputo dell'incidente occorso a Licinia, per mano di sua moglie Ilithyia. Glabro, quindi, terrorizzato dall'idea che l'ira di Marco Crasso si riversi su di lui, lascia anche le sue guardie nella casa di Batiato e con esse anche Ilithyia, disgustato dal gesto della moglie.
La reazione di Crisso smaschera la relazione segreta tra i due amanti, che vengono severamente puniti. Quinto ammonisce Lucrezia di abbandonare i suoi incontri con Crisso, svelandole così di aver sempre saputo la verità, ma di aver taciuto in nome della felicità della moglie. Naevia viene venduta ad un altro padrone e, salutando Crisso, svela al maestro la verità sulla morte di Barca. Spartacus comincia a sobillare i gladiatori circa i suoi piani di vendetta e di fuga, dichiarando che il solo modo per ottenere la libertà è uccidere tutti i soldati di Glabro, Batiato e i suoi uomini.

## Uccidiamoli tutti
- Titolo originale: Kill Them All
- Diretto da: Jesse Warn
- Scritto da: Steven S. DeKnight

### Trama
Batiato indice una festa per onorare il patrocinio del legato Glabro, durante il quale viene concesso agli ospiti un duello all'ultimo sangue tra Spartacus e Crisso.
Durante il combattimento, dei flashback ripropongono gli avvenimenti dei giorni immediatamente precedenti. Batiato comincia ad organizzare il suo futuro da edile e svela ad Enomao il suo progetto di liberarlo ed affidargli il ruolo di lanista per occuparsi della palestra in sua vece. Sobillato da Lucrezia, Quinto organizza uno scontro per il pubblico tra Spartacus e Crisso, per punire quest'ultimo in seguito ai recenti avvenimenti.
Spartacus così ottiene la sua liberazione per provare ad ottenere il suo appoggio, e quello dei gladiatori che ancora lo seguono, nei suoi piani di vendetta e fuga. Intanto affida a Mira tutti i suoi progetti e ne chiede l'aiuto concreto per aprire i cancelli che dividono il ludus dalla villa. Mira accetta di correre il rischio a patto che Spartacus si conceda a lei, per poter anche solo ricevere un briciolo dell'amore che il trace nutriva per Sura. Nonostante i vari tentativi di convincimento, Crisso rifiuta il suo appoggio al piano di Spartacus. Spartacus rivela a Crisso la colpevolezza di Batiato per la morte di Sura e gli propone di aiutarlo a trovare Naevia dopo essersi vendicato, mentre Crisso rivela a Spartacus di aver bisogno di tornare ad essere campione per poter riportare Naevia da lui. Enomao, infatti, gli ha rivelato della sua prossima ascesa a lanista e gli ha promesso di aiutarlo a ricondurre Naevia tra le sue braccia. Crisso dice a Spartacus che in un'altra vita sarebbero stati come fratelli e i due stringono un patto: se Spartacus vincerà, allora un giorno troverà e renderà libera Naevia; se, invece, sarà Crisso il vincitore, prima o poi ucciderà Batiato. Intanto Batiato ordina ad Ashur di avvelenare il pasto di Crisso (non mortalmente) per indebolirlo, così da essere sicuri che il Gallo muoia nello scontro con Spartacus. Lucrezia, scesa nella prigione dove Crisso è rinchiuso, lo incontra segretamente per capire i suoi veri sentimenti e svelargli la paternità del figlio che ha in grembo. Nonostante questo, il gladiatore continua ad affermare di amare solo Naevia e di non desiderare altri figli che da lei. Delusa dalle sue risposte, Lucrezia decide di chiudere definitivamente con lui e lascia che mangi il cibo avvelenato.
Spartacus parla con Aurelia e le rivela che a dare l'ordine di rendere la lotta tra lui e Varro uno scontro mortale è stato Numerius. Spartacus, venuto a sapere da Aurelia del veleno nel cibo di Crisso, rivela di esso a quest'ultimo durante la loro lotta, facendo capire a Crisso che la possibilità di salvare Naevia diventando nuovamente il campione non è mai stata possibile, convincendolo ad accogliere la sua causa. Mira segnala a Spartacus l'apertura del cancello durante lo scontro e lui, con l'aiuto di Crisso, dà il via alla rivolta, unificando sotto un'unica volontà sia coloro che seguono Spartacus sia coloro che seguono il Gallo. Spartacus salta sulla balconata e comincia ad entrare nella villa, uccidendo tutte le guardie. I gladiatori guidati da Crisso, Agron e Duro uccidono tutte le guardie di Glabro. Crisso, rivelando la verità su Sura e sul veleno a lui fatto mangiare, convince Enomao sulla giustezza della ribellione e corre in aiuto di Spartacus mentre il maestro insegue Ashur. Durante gli scontri Duro, per salvare il fratello, muore. Ilithyia, piena di rancore verso Lucrezia e Batiato, riesce a mettersi in salvo grazie alle guardie di suo marito, bloccando i cancelli della villa dall'esterno e condannando così tutti alla morte.
Il maestro trova Ashur e lo sfida per punirlo per tutti i suoi intrighi che hanno portato alla disfatta della casa di Batiato; ma il siriano, sconfitto inesorabilmente, riesce ad ingannarlo e a mettersi in salvo nascondendosi sotto i cadaveri delle guardie. Crisso insegue Lucrezia e la trafigge al ventre, per uccidere lei ed il figlio che porta in grembo, vendicando così la sorte di Naevia. Ad Aurelia viene ordinato di nascondersi con Numerius, e, appurato che è veramente lui il mandante dell'assassinio del marito, gli rivela di essere la moglie di Varro e in un impeto di follia lo uccide con numerose coltellate. Infine Spartacus raggiunge Batiato e gli taglia la gola lasciandolo morire insieme a sua moglie. "L'ho fatto perché era giusto...Sangue chiama sangue...Troppo a lungo abbiamo vissuto sotto il giogo imposto dai nostri padroni, ebbene non sarà più così!....Non assisterò più alla morte di un fratello, per il divertimento dei romani, non vedrò più un altro cuore strappato dal petto di un uomo o un respiro spezzato per il loro capriccio...So che non tutti desideravate questo! Ma ormai è fatta...Non si torna indietro, le vostre vite vi appartengono, andate per la vostra strada o unitevi a noi, e insieme, faremo tremare ROMA!". E con un grido di gloria gli schiavi fuggono dalla villa con Spartacus fiero di ciò che accadrà.